# Lapachito
Lapachito é uma cidade da Argentina, localizada na província de Chaco.